# Bartosz Slisz
Bartosz Slisz (* 29. März 1999 in Wałbrzych) ist ein polnischer Fußballspieler, der aktuell beim amerikanischen Erstligisten Atlanta United unter Vertrag steht.

## Karriere
Slisz wurde 1999 in Wałbrzych geboren. Seine Karriere startete er bei seinem Jugendverein KS ROW 1964 Rybnik. Er stand dort bis 2017 unter Vertrag. Im Sommer 2017 wechselte Slisz zu Zagłębie Lubin. Slisz wechselte im Februar 2020 für 1,5 Millionen Euro, der bisher höchsten Ablösesumme in der Ekstraklasa, zu Legia Warschau.
Am 4. März 2020 gab er sein Debüt für Legia Warschau beim 2:0-Sieg gegen Lechia Danzig. Slisz wurde in der 70. Minute für Arvydas Novikovas eingewechselt. Insgesamt bestritt er für Warschau in vier Jahren 165 Pflichtspiele und erzielte dabei 5 Tore.
Ende Januar 2024 wechselte er in die USA zu Atlanta United.

## Nationalmannschaft
Slisz absolvierte 2019 zwei Spiele für die Polnische U20.
Sein Debüt für die Polnische Fußballnationalmannschaft gab er am 5. September 2021 in einem WM-Qualifikationsspiel gegen San Marino, das mit 7:1 gewonnen wurde.

## Erfolge
Legia Warschau
- Polnische Meisterschaft: 2020, 2021
- Polnischer Pokal-Sieger: 2023
- Polnischer Superpokal-Sieger: 2023